# Steven Brand
Pour les articles homonymes, voir Brand.
Steven Brand est un acteur écossais, né le 26 juin 1969 à Dundee.

## Filmographie

### Cinéma
- 1994 : Beyond Bedlam de Vadim Jean
- 2002 : Le Roi Scorpion de Chuck Russell : Memnon
- 2007 : Treasure Raiders de Brent Huff : Michael Nazzaro
- 2007 : Say it in Russian de Jeff Celentano : Andrew Lamont
- 2008 : Stone & Ed de Adam Meyerovitz : Mr Black
- 2008 : 15-40 de Christian B. Bagger : Erik Bjarnson
- 2008 : XII de Michael A. Nickles : Agent Naughton
- 2008 : Attraction (The Human Contract) de Jada Pinkett Smith : Boyd
- 2011 : Hellraiser: Revelations de Victor Garcia : Dr. Ross Craven
- 2023 : Saw X de Kevin Greutert : Parker Sears

### Télévision
- 1990 : The Darling Buds of May. Saison 3, épisodes 1, 2, 5 et 6.
- 1999 : Petites histoires entre amants (Love in the 21st Century) (série télévisée)
- 2001 : Le Journal intime d'un homme marié (The Mind of the Married Man) (série télévisée)
- 2003 : Le Journal d'Ellen Rimbauer (The Diary of Ellen Rimbauer) (TV)
- 2003 : Roman noir (série) (Mystery Woman) (Téléfilm)
- 2004 : Les Experts
- 2005 : NCIS : Enquêtes spéciales (série télévisée)
- 2009 : Les Experts : Miami (série télévisée)
- 2009 : 90210 Beverly Hills : Nouvelle Génération (série télévisée)
- 2010 : NCIS : Los Angeles (série télévisée)
- 2011 : Un bungalow pour six (Téléfilm)
- 2014-2016 : Teen Wolf : (Saisons 4 et 5) Dr Valack
- 2016 : Échange mortel : Conner (TV)
- 2016 : No Tomorrow